# Edward Aleksander Rontaler
Edward Aleksander Rontaler, Edward Aleksander Ronthaler, także Aleksander Edward (ur. 1 października 1846 w Brzezinach koło Łodzi, zm. 12 grudnia 1917 w Warszawie) – polski pedagog, właściciel i dyrektor szkoły w Warszawie, ewangelik, powstaniec styczniowy.

## Życiorys
Był najmłodszym synem Augusta (1803-1881), kantora ewangelickiego w Brzezinach i nauczyciela miejscowej szkoły elementarnej, oraz Krystyny z Ruppmichów. Otrzymał pierwotnie imię Aleksander i w 1855 rozpoczął naukę w gimnazjum w Piotrkowie. Jako uczeń ostatniej klasy przerwał w 1863 naukę i przyłączył się do powstania styczniowego. Prawdopodobnie walczył w oddziale Józefa Grekowicza, uczestnicząc m.in. w ataku na załogę rosyjską w Radomsku 24 stycznia 1863. Trafił do niewoli i w marcu tegoż roku otrzymał wyrok śmierci, ale zwolniony dzięki amnestii jeszcze wiosną powrócił do powstańczych szeregów. Był ranny w jednej z potyczek z Kozakami. U schyłku powstania, zgodnie z pośmiertnym wspomnieniem w "Gazecie Polskiej", miał trafić ponownie do niewoli rosyjskiej i zostać zesłany na Syberię, a następnie stamtąd zbiec, co nie znajduje potwierdzenia w innych źródłach. W celu uniknięcia represji dokonano zmiany w metryce Rontalera - imię Aleksander zastąpiono imieniem zmarłego brata Edwarda. W 1864 zdał w gimnazjum w Piotrkowie maturę, a następnie wyjechał na studia do Warszawy. W 1868 w Szkole Głównej Warszawskiej uzyskał dyplom magistra nauk filologiczno-historycznych.
Od 1868 pracował w zawodzie nauczyciela w Odessie. Uczył łaciny i greki w gimnazjum Richelieuego, do pism krajowych posyłał Korespondencje z nad morza Czarnego (pod pseudonimem Leszek Niezabudka). Ukazywały się na łamach "Gazety Polskiej", "Kłosów", "Tygodnika Ilustrowanego", piotrkowskiego "Tygodnia". Ogłaszał także prace naukowe, m.in. Psychologia i trojaki jej kierunek (1874), O celowniku w języku polskim (1874), O celowniku w językach słowiańskich w porównaniu z językami indoeuropejskimi (1875). Prace publikował także w języku rosyjskim, m.in. rekomendację carskiego Ministerstwa Oświaty zyskał podręcznik Stilistyka latinskogo jazyka (1875). Pełnił funkcję inspektora szkolnego w Kiszyniowie, potem dyrektora gimnazjów w Łubniach, Nowogrodzie Siewierskim, Winnicy, Humaniu i Ostrogu. Szanowany w środowisku polskim, otaczał opieką młodzież wydaloną ze szkół warszawskich w epoce apuchtinowskiej.
Na początku lat 90. został przeniesiony do Petersburga, gdzie pracował w zarządzie zakładów naukowych Ministerstwa Oświaty w randze rzeczywistego radcy stanu. Utrzymywał kontakt z dyrektorem Instytutu Medycyny Doświadczalnej w Petersburgu Marcelim Nenckim. W 1895 przeszedł w stan spoczynku. Osiadł w Warszawie, gdzie został inspektorem w Średniej Szkole Mechaniczno-Technicznej Mittego (późniejsza szkoła techniczna Wawelberga i Rotwanda). W sierpniu 1896, wykorzystując nowe przepisy dotyczące prywatnego szkolnictwa handlowego, otworzył szkołę w Warszawie. Podległa Ministerstwu Skarbu (a nie Oświaty), miała prawa szkoły rządowej, ale zarazem znaczne swobody w nauczaniu. Była w rzeczywistości szkołą ogólnokształcącą z elementami handlu w najwyższych klasach. Rontaler zatrudniał szereg wybitnych nauczycieli, m.in. Adama Kryńskiego, Ignacego Chrzanowskiego, Adolfa Suligowskiego, Juliana Ochorowicza, Jana Kucharzewskiego. W szkole działał komitet rodzicielski, a po strajku szkolnym językiem wykładowym stał się polski.
W 1898 Rontaler uruchomił również trzyklasową szkołę handlową, a w 1902 szkołę średnią rolniczą (formalnie jako wydział agronomiczny siedmioklasowej szkoły handlowej), jedyną szkołę rolniczą w Królestwie Kongresowym. Władze rosyjskie wyraziły w 1914 zgodę na utworzenie kolejnej szkoły, o charakterze artystyczno-przemysłowym, tego zamiaru jednak Rontaler zrealizować nie zdołał. W 1916 przekształcił natomiast szkołę handlową w ośmioklasowe gimnazjum realne, które istniało do 1939. 
Zmarł w grudniu 1917, pochowany został w Warszawie na Cmentarzu Ewangelicko-Augsburskim przy ul. Młynarskiej 54 (aleja 37, grób 69). W 1936 w gmachu szkoły wmurowano tablicę pamiątkową ku jego czci. Żonaty był z Eweliną z Hryniewieckich, dzieci nie miał. Z braci, poza zmarłym młodo Edwardem, Adolf (1832-1877) był duchownym ewangelickim w Lipnie, Bertold (Bartłomiej) Klemens (1839-1900) proboszczem ewangelickim św. Trójcy w Łodzi, zasłużonym dla budowy kościoła św. Jana tamże, co przyniosło mu przydomek "kościelnego budowniczego ewangelickiej Łodzi", a Teofil (1837-1901) pracował jako lekarz w Piotrkowie, ciesząc się szacunkiem szczególnie ubogich mieszkańców. Syn Adolfa, również Adolf Rondthaler (1875-1941), był duchownym ewangelickim i pedagogiem, m.in. dyrektorem Gimnazjum Reja w Warszawie, uczestnikiem tajnego nauczania.